# بريمو فولبي
بريمو فولبي (بالإيطالية: Primo Volpi)‏ مواليد 26 أبريل 1916 في إيطاليا - الوفاة 28 نوفمبر 2006 في إمبولي، إيطاليا، كان دراج إيطالي.

## روابط خارجية
- بريمو فولبي على موقع أرشيف الدراجات (الإنجليزية)
- بريمو فولبي على موقع إحصائيات الدراجات الإحترافية (الإنجليزية)
- بريمو فولبي على موقع CycleBase (الإنجليزية)